# Lohe-Föhrden
Lohe-Föhrden település Németországban, Schleswig-Holstein tartományban. Lakosainak száma 454 fő (2023. december 31.).

## Népesség
A település népességének változása:
| Lakosok száma | 1011 | 493  | 469  | 469  | 442  | 448  | 454  |
|               | 1975 | 2014 | 2017 | 2019 | 2021 | 2022 | 2023 |